# Brokdorf
Brokdorf est une commune d'Allemagne située dans le Holstein (État du Schleswig-Holstein) dans l'arrondissement de Steinburg. Sa population était de 1 034 habitants au 31 décembre 2008. Elle est située à 15 km au sud-ouest d'Itzehoe.

## Politique et administration

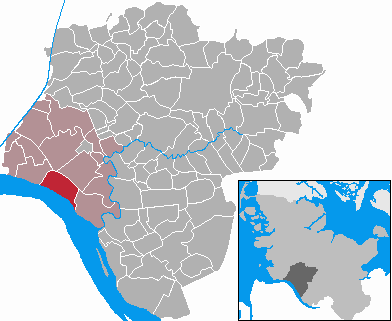
Situation de Brokdorf dans l'arrondissement de Steinburg

### Jumelage
- Młynary (Pologne) depuis le 24 août 2012[1]

## Centrale nucléaire
La centrale nucléaire de Brokdorf se trouve à côté du village.